# Mustafa Hadid
Mustafa Hadid (* 25. August 1988 in Kabul) ist ein afghanischer Fußballspieler, der zuletzt beim Hamburger Oberligisten Altona 93 spielte.

## Leben
Hadid kam im Alter von zwei Jahren mit seiner Familie aus Afghanistan nach Hamburg, um den Krieg dort zu entfliehen. Er studiert seit seiner Zeit bei Eintracht Norderstedt Umwelttechnik an der HAW Hamburg.

## Karriere

### Vereinskarriere
Hadid fing in der B-Jugend das Hamburger SV an, Fußball zu spielen. Dort konnte er sich gegen Konkurrenten wie Sidney Sam und Eric Maxim Choupo-Moting allerdings nicht durchsetzen, so dass er über die Station Germania Schnelsen zum Hamburger Oberligisten Eintracht Norderstedt wechselte. Hier machte er in zwei Jahren 47 Spiele und erzielte insgesamt 20 Tore. Daher wechselte der gelernte Stürmer im Sommer 2009 zu Altona 93 in die Oberliga Hamburg.
Bereits in seiner ersten Saison konnte er sich als Stammspieler durchsetzen und verpasste bis zur Winterpause 2011/12 nur elf Ligaspiele. Dann verletzte er sich allerdings schwer und fiel für die gesamte Rückrunde aus. Trotz der langen Ausfallzeit verlor er seinen Stammplatz nicht und wurde von Trainer Oliver Dittberner zum Außenbahnspieler umfunktioniert. Obwohl Hadid mit Altona 93 bis zur Saison 2014/15 nur zweimal nicht unter den Top 5 der Oberliga stand, gelang der Aufstieg in die Regionalliga Nord nie.
Beim Länderspiel gegen Singapur am 29. März 2016 verletzte er sich wieder schwer am Bein, sodass er rund acht Wochen ausfiel. Sein Comeback gab er am 17. Mai beim 3:2-Sieg gegen den TSV Buchholz 08, als er in der 70. Minute eingewechselt wurde. Mit Altona 93 erreichte er das Finale des Hamburger Pokals gegen Eintracht Norderstedt (1:4 n. V.); in der 71. Minute eingewechselt, musste er verletzungsbedingt nur fünf Minuten später wieder ausgewechselt werden. Später wurde ein Kreuzbandriss diagnostiziert, wodurch er mehrere Monate ausfiel.
Im Sommer 2018 verließ er Altona 93 mit unbekanntem Ziel. Später war Hadid für den Duisburger FV 08 aktiv und wechselte im August 2021 zum FC Eintracht Rheine in die Oberliga Westfalen.

### Nationalmannschaft
Für die afghanische Nationalmannschaft wurde Hadid erstmals 2009 für die anstehende Südasienmeisterschaft nominiert. Dort debütierte er am 9. Dezember 2009 bei der 0:3-Niederlage im Gruppenspiel gegen Nepal. In der Folge entwickelte er sich zum Stammspieler in der Nationalmannschaft. Hadid wurde für die Südasienmeisterschaft 2013 nominiert, wo er alle fünf Spiele bestritt und nach dem 2:0-Finalsieg gegen Indien Südasienmeister wurde. Auch am AFC Challenge Cup 2014, wo Afghanistan den vierten Platz belegte, und bei der Südasienmeisterschaft 2015 (2. Platz) nahm Hadid teil. Insgesamt stand er bis 2018 bei 36 Spielen auf dem Platz und erzielte dabei ein Tor.

## Erfolge
Nationalmannschaft
- Südasienmeister: 2013
- Vize-Südasienmeister: 2015

Altona 93
- Hamburger Pokalfinalist: 2016